# Diegesis
Das Wort Diegesis (altgriechisch διήγησις dihḗgesis, deutsch ‚Erörterung‘, ‚Darstellung‘) geht nach Aussage seiner Schüler auf den antiken Philosophen Sokrates zurück und bezeichnet eine erzählende Vermittlung. 

## Antike
Das Gegenteil der Diegesis ist die nachahmende Mimesis, bei der die erzählten Figuren „durch den Mund“ des Erzählers sprechen, was für Platon ein Betrug war. Sein Lehrer Sokrates war ein Gegner der Schrift. Im Zusammenhang mit Platons Verurteilung der Nachahmung muss man bedenken, dass die direkte Rede eines anderen bei der Verwendung im persönlichen Umgang viel auffälliger wirkt als in einem geschriebenen Text und die wörtliche Wiedergabe nicht so geachtet war wie heute.
Nach Aristoteles (Poetik) steht der erzählenden Diegesis im Epos die nachahmende und deshalb als gröber empfundene Mimesis im Drama gegenüber. Platon war ein Gegner des Dramas (aber auch der Dichtung im Allgemeinen), Aristoteles war sein Verteidiger. Platon bezeichnete das Epos als eine Mischgattung aus Erzählung und Nachahmung, weil dort neben erzählten Passagen auch Personen zu Wort kommen (Politeia). Der römische Grammatiker Diomedes Grammaticus übernahm die platonische Dreiteilung der Dichtung in mimetische, diegetische und gemischte. Diese Ansichten prägten das Verhältnis zwischen Mimesis und Diegesis und ihre Bewertung in Spätmittelalter und Neuzeit.

## Heutige Verwendung
In der modernen Erzähltheorie bezieht sich Diegesis auf den Erzählertext wie in rein beschreibenden Passagen oder bei indirekter Rede, Mimesis dagegen auf den Figurentext, also das in Anführungszeichen Gesetzte. Ein Ich-Erzähler kann sowohl als Erzähler, als auch als sprechende Figur in Erscheinung treten (Beispiel: „Ich sagte: ‚Hoppla.‘“). Beim Lesen werden beide freilich nicht erzählt, sondern nachgeahmt. 
Die Erzähltheorie kennt parallel dazu den Unterschied zwischen showing ‚Zeigen‘ und telling ‚Sagen‘.
Abgeleitet von Diegesis gibt es heute den Begriff der Diegese, der im Unterschied dazu eine Erzählebene bezeichnet statt einer Erzählweise.